# Spike Edney
Philip Spike Edney (11 de diciembre de 1951) es un reconocido teclista británico que se desempeñó en importantes grupos musicales. Se le llama The Duke.   
También fue conocido como "el 5o integrante de Queen"

## Trayectoria
Ha trabajado con los siguientes artistas:
- 1975-1977: Ben E King & The Tymes
- 1977-1979: Edwin Starr
- 1980-1984: The Boomtown Rats, Dexys Midnight Runners
- 1984-1986: Queen
- 1987-1991: George Benson, Duran Duran, Bon Jovi, Eric Clapton, Rolling Stones, The Cross
- 1992: Bob Geldof
- 1992: Queen en el Tributo a Freddie Mercury, teclista en The Brian May Band, teclista en The Cross
- 1993: teclista en The Brian May Band.
- 1994: con Ian Hunter en el Mick Ronson Tribute Concert, y Manic Street Preachers
- 1995: Beautiful South
- 1996: Gary Barlow, Peter Green
- 1998: teclista para la gira Another World (de Brian May).
- 1999: Joe Cocker (10 CC).
- 2003-2008: Queen + Paul Rodgers
- 2011 - actualidad: Queen + Adam Lambert

### Inicio como guitarrista
Spike se inició en 1984 con Queen, proporcionando una actuación de guitarra y teclados. Él apareció en el escenario con Queen en la mayor parte de 1984 y en Rock in Río en 1985. En 1986 también apareció en el álbum A kind of magic, y más tarde apareció con Queen en su gira europea, The Magic Tour. Spike aparece en diversos videos en directos de la banda británica como el Live Rock in Rio, Magic Tour: Live in Budapest y Live At Wembley '86.

### Teclista de Roger Taylor
Cuando Roger Taylor decidió formar un nuevo grupo en solitario en 1987, Spike fue elegido y se convirtió en el teclista convirtiéndose así en miembro de The Cross. La banda lanzó su primer álbum en enero de 1988, haciendo una gira por Inglaterra y Alemania ese año. 1990 vio el lanzamiento el segundo álbum de The Cross. Se presentó una única canción de Spike Edney y el resto del año una gira por Alemania. En 1991 The Cross presentó su tercer álbum, Blue Rock, con cuatro composiciones de Spike y cuatro colaboraciones con otros miembros. Sin embargo, la falta de registro de las ventas produjo la ruptura del grupo en finales de 1991.

### Tributo a Freddie Mercury
Después de la muerte de Freddie Mercury en 1991, se organizó un concierto en su tributo, y Spike fue escogido para desempeñar los teclados en el Estadio de Wembley el 20 de abril de 1992, también aparece en el vídeo de ese concierto. En 1992, Spike se convirtió en un miembro de la Brian May Band, tocando con ella en toda Europa, América del Norte, América del Sur, Asia y Australia. La banda de Brian May publicó un álbum en vivo y video, en 1994, de un concierto en el Brixton Academy en 1993.

### SAS Band
Fue en 1994 cuando Spike formó la SAS Band, con Cozy Powell, Neil Murray, Jamie Moises y Chris Thompson. Además Chris, fue miembro de Brian May Band. El SAS Band lanzó su álbum debut en 1997 y desempeñó muchos conciertos, muchos de ellos por la caridad, con una gran variedad de vocalistas invitados, entre ellos Paul Young, Leo Sayer, Arthur Brown, Tony Hadley, Roy Madera, Pesca, Kiki Dee, Bob Geldof, Martí Pellow, Roger Taylor y Brian May.

### Aparición con Queen y Elton John
En 1997, apareció con Queen y Elton John en París, mientras que en 1998, Spike regresó a The Brian May Band para una extensa gira por Europa, Japón y Australia. Después de eso, Spike ha trabajado con muchos otros artistas y ha protagonizado otros conciertos organizados por el SAS Band, incluyendo un álbum en vivo y video llamado The Show, en el año 2000.
Spike ha seguido trabajando con Queen en numerosos proyectos y actuaciones en directo, incluida la We will Rock You, el musical en Londres y en el Hall of the Fame de Hollywood en 2002 y el 46664 Concert en tributo a Nelson Mandela en 2003, para la que fue también director musical. Él es también el teclista principal en los conciertos que Queen ha realizado con la colaboración de Paul Rodgers.
Según la crítica es una pena que Spike Edney se haya dado a conocer a raíz de la muerte de Freddie Mercury, ya que Mercury fue aparte del vocalista de Queen, el teclista de la banda británica y lógicamente porque nunca fue miembro de la banda.[cita requerida]